# Тюзел, Абдуллах Левент
Абдуллах Левент Тюзел (род. 12 июля 1961, Буланджак, Турция) — турецкий политик, один из основателей Рабочей партии (EMEP).

## Биография
Родился 12 июля 1961 года в Буланджаке. Окончил юридический факультет Стамбульского университета. Затем работал юристом. Входил в состав правления стамбульского фонда по правам человека, также занимал должность главы стамбульского отделения ассоциации современных адвокатов.

### Политическая карьера
В 1996 году принял участие в создании Рабочей партии, которую возглавлял до 1 июня 2007 года, когда ненадолго вышел из партии, чтобы принять участие в парламентских выборах в качестве независимого кандидата. Тюзелу не удалось набрать необходимого количества голосов, вскоре он был восстановлен в качестве члена Рабочей партии и её главы.
В 2011 году Тюзел снова вышел из партии чтобы баллотироваться в парламент. Поддержку ему оказывал блок труда, демократии и свободы. На этот раз Тюзелу удалось пройти в парламент.
В 2013 году Тюзел вступил в Демократическую партию народов (HDP). Первоначально Рабочей партия входила в HDP, но позднее вышла из неё из-за разногласий по вопросу включения в состав HDP курдских националистических партий. Впрочем, Рабочая партия поддержала HDP на парламентских выборах 2015 года.